# ГДР на Сурдлимпийских играх
ГДР участвовали отдельной командой в летних Сурдлимпийских играх с 1969 по 1981 годы (не участвовали в Играх 1985 и 1989 годов), в зимних Сурдлимпийских играх не участвовали ни разу.
Когда после Второй мировой войны Германия была разделена на три отдельных государства — ГДР, ФРГ и Саар, то тем не менее ГДР и ФРГ выступали объединенной командой на летних Играх в период 1953—1965 и зимних Играх в период 1953—1967, а Саар выступал отдельной командой только на летних Играх 1953 года. В период с 1969 по 1989 (в 1990 ГДР и ФРГ вновь объединились в одну страну) ГДР и ФРГ выступали отдельными командами.

## Медальный зачёт

### Медали летних Сурдлимпийских игр
| Год  | Золото | Серебро | Бронза | Всего |
| 1969 | 3      | 2       | 6      | 11    |
| 1973 | 2      | 6       | 3      | 11    |
| 1977 | 1      | 1       | 4      | 6     |
| 1981 | 1      | 3       | 0      | 4     |